# Simonas Daukantas

Simonas Daukantas   (Kalviai, 28 d'octubre de 1793 - Papilė, 24 de novembre de 1864 (Julià)) o Szymon Dowkont fou un escriptor, etnògraf i historiador lituà/samogitià. Un dels pioners del renaixement nacional lituà, s'acredita com a autor del primer llibre sobre la història de Lituània escrit en lituà. També va publicar llibres sobre el folklore lituà i samogitià, i va escriure un diccionari polonès-lituà.

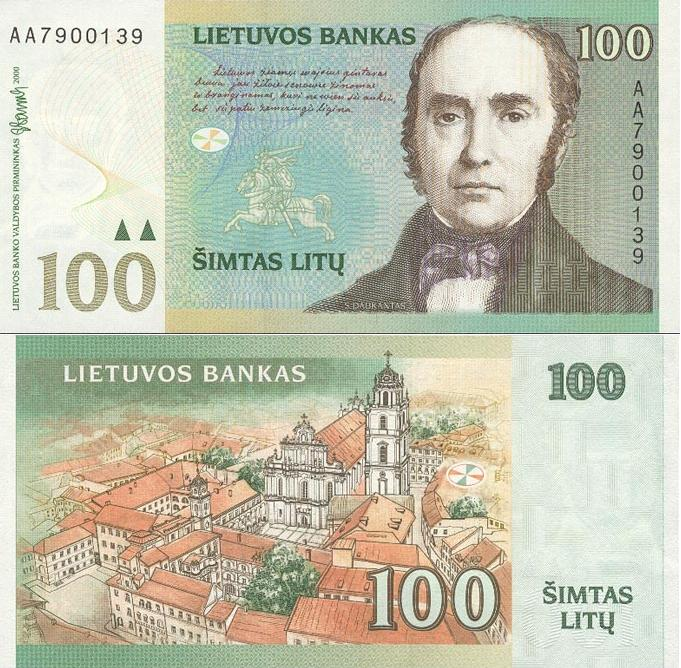
Bitllet de 100 litas, llançat el 2000, incloent-hi la cara de Simonas Daukantas

Com a autor, va publicar llibres amb diversos pseudònims, incloent-hi Jakyb Łaukys, K.V.Mylė, Jokūbas Laukys (Jokyb's Łaukys), Motiejus Šauklys, J.Devynakis, Jonas Girdenis, Jonas Raganius, Antanas Žeimys, Jonas Purvys i Antanas Vaineikis, alguns dels mencionats també en una forma polonitzada.

## Biografia
Daukantas va néixer el 26 d'octubre de 1793 a Kalviai, prop de Skuodas. El 1814 va anar a Vílnius i va estudiar a l'institut local. Després de graduar-se el 1816, va començar els estudis a la Universitat de Vílnius, llavors coneguda com a "La Universitat Imperial de Vilna". El 1819, Daukantas es va treure una llicenciatura en el camp de llei, i el 1822. un màster també en llei. Daukantas no va rebre el seu diploma immediatament degut a la supressió dels moviments estudiants dels filomats i els filarets a la Universitat de Vílnius; va rebre el diploma el 1825. Després, va seguir els seus estudis a Dorpat (actual Tartu), fins que es va traslladar a Riga. Des d'allà va anar a Sant Petersburg, on va obtenir un lloc de treballa a l'Oficina Lituana Mètrica, i va assistir Franciszek Malewski i Franciszek Czarnocki.
També va col·laborar amb Teodor Narbutt, un historiador, i li va donar gairebé vuit-cents documents originals sobre la història de Lituània com també de la Confederació de Polònia i Lituània. També va publicar diversos llibres d'història i novel·les en lituà, notablement el Pałangos petris, una novel·la semblant a Robinson Crusoe.
El 1846, Daukantas va traduir faules de Fedre al lituà utilitzant el pseudònim Motiejus Šauklys, i foren publicades a Sant Petersburg. Entre els seus manuscrits hi havia un diccionari polonès-lituà i un llibre sobre la història de Samogítia i Lituània. Tots dos llibres foren publicats pòstumament.
Finalment va retornar a Lituània el 1850, on va morir el 6 de desembre de 1864. Fou enterrat al cim del castre de Papilė. El 1930 es va erigir un monument dissenyat per Vincas Grybas allà. El seu lloc en la història de Lituània també el commemora la Plaça Daukantas, la qual es troba davant del Palau Presidencial a Vílnius.

## Obra
- Darbai senųjų lietuvių ir žemaičių (1822);
- Istorija žemaitiška (1838);
- Būdas senovės lietuvių, kalnėnų ir žemaičių (original title Budą Senowęs Lietuwiû kalneniu ir Żemaitiû; St. Petersburg, 1845);
- Daines Ziamajtiû (St. Petersburg, 1846);
- Pasakojimas apie veikalus lietuvių tautos senovėje (1850).
- Pałangos petris